# Cabane des Aiguilles-Rouges
La cabane des Aiguilles-Rouges est un refuge de montagne situé en Suisse dans le canton du Valais, sur la rive droite du val d'Arolla, bâtie en 1948.

## Histoire

### Construction
Le projet de la cabane des Aiguilles-Rouges a été initié à la mémoire de Hans Ueli von Waldkirch, jeune étudiant en médecine genevois et membre du Club alpin académique de Genève, qui trouva la mort dans un accident sur l'arête de Bertol. L'entreprise a été financée par ses parents, qui employèrent l'argent destiné à son futur cabinet de médecine.
La cabane a été construite durant l'année 1948 par huit ouvriers. Les pierres et le sable de construction proviennent des pierriers et des moraines qui jouxtent le site. Le toit est recouvert de bardeaux. La cabane est prévue pour une capacité de 21 couchages, ainsi qu'une chambre de trois couchages réservée à la famille von Waldkirch.
La cabane est inaugurée en juin 1949. Son premier gardien est Maurice Maître, un charpentier évolénard ayant participé au chantier.

### Premier agrandissement
En 1975, face à la constatation de l'étroitesse de la cabane initiale, des travaux d'agrandissement sont entamés. La cabane initiale est dépouillée de sa façade nord, à laquelle est jointe un nouveau bâtiment abritant quatre dortoirs, ainsi qu'un grand réfectoire. Le toit perd ses tavillons au profit d'un revêtement en cuivre.

### Second agrandissement et modernisation
Malgré les transformations, la cabane reste spartiate et le gardien loge à l'étroit. En 1991, le Club alpin académique de Genève lance une seconde phase de travaux. Un nouveau réfectoire voit le jour, ainsi qu'un local pour le gardien et sa famille. Une annexe en bois est érigée, la cuisine agrandie et une nouvelle salle d'eau est créée, alimentée par l'eau de pluie captée sur le toit de la cabane.

### Troisième agrandissement
En 2011, à l'issue d'un vote, le Club alpin académique de Genève cède la cabane à l'Association de la cabane des Aiguilles-Rouges nouvellement créée. L'association, qui « a comme objectifs la sauvegarde et la rénovation de la "Cabane des Aiguilles-Rouges" » lance la construction d'un local d'hiver en 2016, qui est achevé et inauguré en 2019,.

## Accès
L'accès à la cabane peut se faire par la voie normale qui part d'Arolla en passant par Pra Gra et le col des Ignes, ou depuis la Gouille en passant par le lac Bleu,.

## Randonnée et alpinisme
La cabane des Aiguilles-Rouges est une étape sur le tour des Aiguilles-Rouges. Elle est sur l'itinéraire de la pointe de Vouasson et du mont de l'Étoile.